# سياحة معتمة

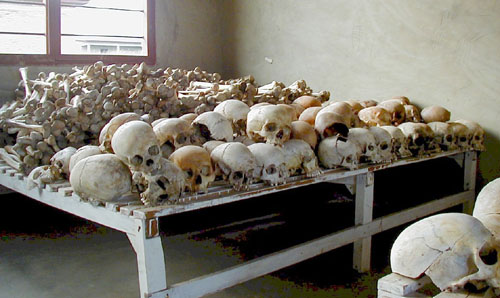
صورة لمتحف الإبادة الجماعية كشاهد تاريخي عن حقبة الإبادة الجماعية في رواندا

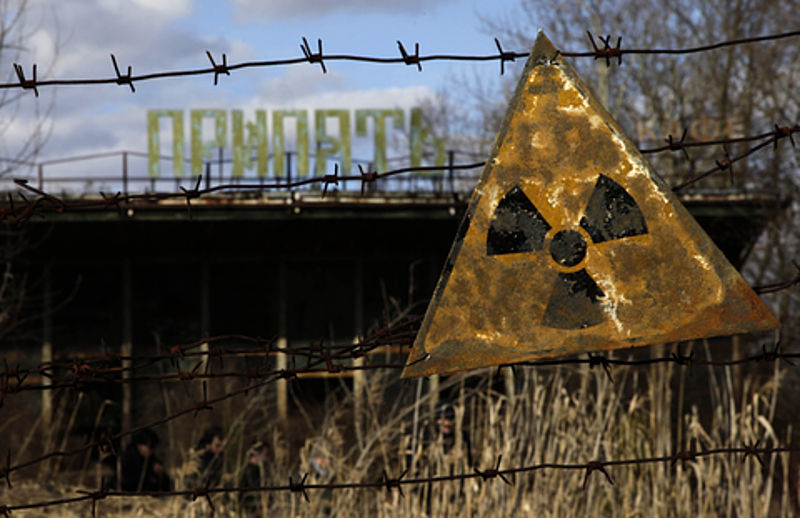
صورة لمحطة مفعل تشيرنوبيل للطاقة النووية، في أوكرانيا، الذي شهد مأساة الإشعاع النووي وما خلفة من من تأثيرات سلبية آنية وبعيدة المدى على الضحايا كانتشار أمراض السرطان.

السياحة المعتمة أو السياحة السوداء أو السياحة المظلمة أو سياحة الحزن أو سياحة المأساة بالإنجليزية (Dark tourism أو black tourism أو grief tourism).
وقد تم تعريف هذا النوع من السياحة بأنه يتجلى في السفر إلى مواقع ارتبطت تاريخيا أو سابقا بالموت والمآسي الإنسانية، وذلك بهذف الإطلاع على وجه المأساة الإنسانية أوالوجه المقيت والبشع للإنسان والحظيظ الإنساني.
وأهم مواقع جذبه السياحي تتجلى في مواقع انتهاكات حقوق الإنسان البشعة ومعتقلات التعذيب السرية، ومواقع الحروب والمجازر الجماعية، إلى المواقع السوداء والمهمشة التي تعرف أسوأ المستويات في التنمية، وما يرافقه غالبا من عنف واستغلال وتدني في الكرامة الإنسانية، ومظاهر التسيب والظلم، وحتى المجاعات، وتمتد السياحة المعتمة أو السوداء إلى مخلفات الكوارث الطبيعية، كما هو الشأن في مواقع التسونامي وماخلّفه من مآسي على الساكنة المحلية، ونفس الأمر بالنسبة لمخلفات الزلازل والبراكين.
الغاية الرئيسية من دخول غمار سياحة الحزن والمأساة كما تلقبها بعض المراجع الإنجليزية هو السفر إلى مواقع مظلمة إنسانيا، بهذف تقييمها تاريخيا لتعرف على بشاعة وخطورة انحطاط القيم الإنسانية، وما قد تنجرف إليه من عميان البصيرة، وما قد يتعرض له الإنسان جراء ذلك من أخطار كفيلة بإصاله إلى الحظيظ، كما هو الشأن مع معتقلات التعذيب ومعتقلات النازية ومقابر الإبادة الجماعية في البوسنة والهرسك وغيرها، تجعله يلمس قيمة الحضارة والرقي الإنساني والعدالة الاجتماعية وأهمية قوانين حقوق الإنسان، وليس الهدف منها في حد ذاته هو مشاهدة الموت والمعاناة نفسها.